# Sollidenscenen
Sollidenscenen är en historisk scen på Djurgården i Stockholm. Sollidenscenen ligger innanför friluftsmuseet Skansens entréer och uppfördes första gången 1920. Sollidenscenen används för konserter, evenemang och tv-sändningar.

## Historik

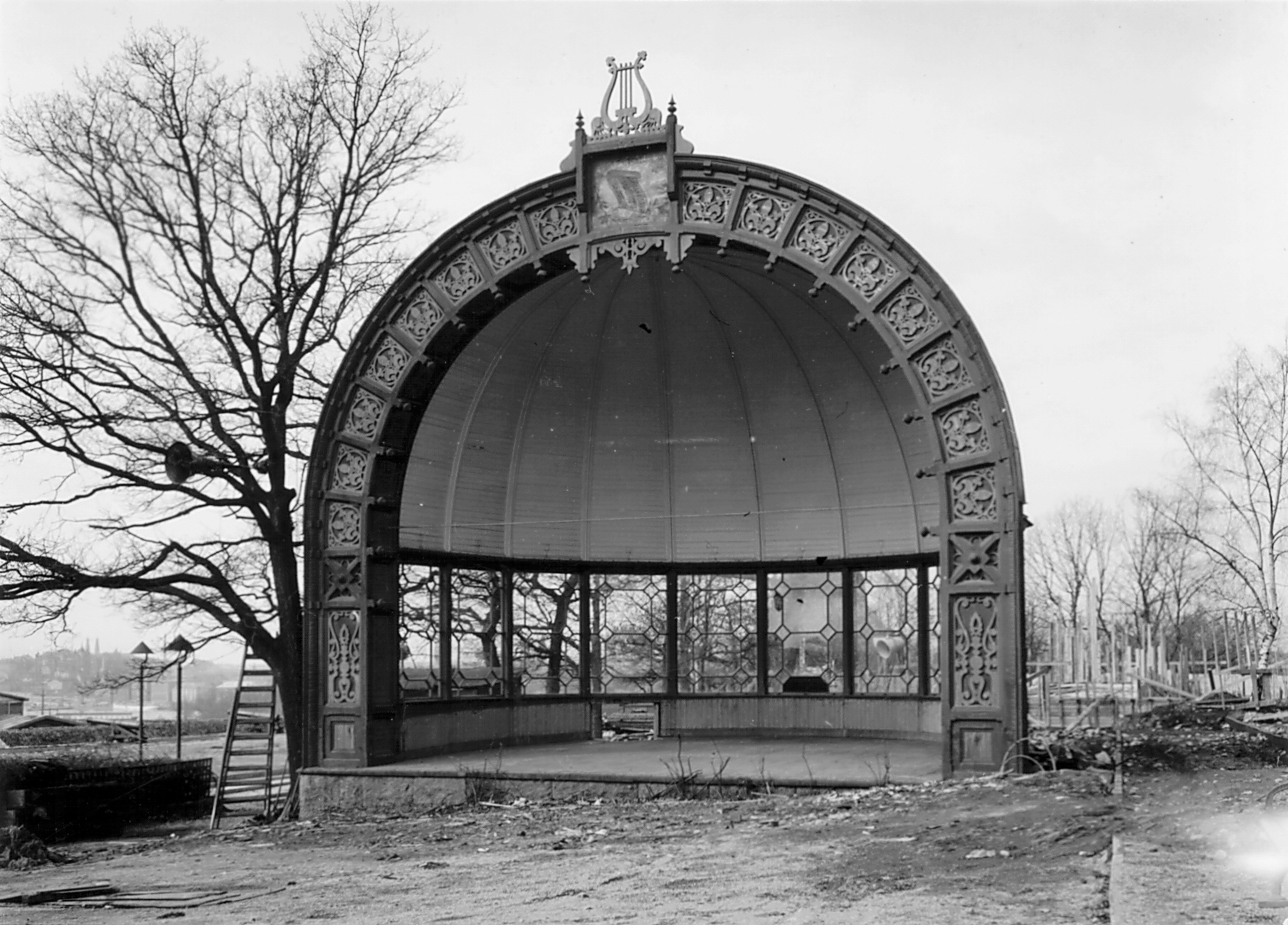
Tidigare musikpaviljong vid Solliden, Skansen, strax före rivning. Paviljongen kom ursprungligen från Kronobergshed i Småland och tillhörde Kronobergs regemente.

Sollidenscenen uppförs för första gången 1920 när en musikpaviljong flyttas från Kronobergshed till Skansen. Framträdandena på scenen blir populära och redan på 1930-talet bedöms paviljongen vara både för liten och för förfallen. I samband med att Skansens huvudentré flyttas till sitt nuvarande läge på Djurgårdsslätten och rulltrappan upp till Sollidenterrassen sprängs in i berget ersätter man den gamla paviljongen med en ny. Den nya musikpaviljongen ritas av arkitekt Nils Einar Eriksson. Scenen blir en sen representant för det stora antal musikpaviljonger som funnits i Sverige sedan mitten av 1800-talet. Den ska rymma 80 musiker och framför paviljongen finns det plats för 1 000 åhörare.

Scenen är i första hand anpassad för större orkestrar som ska underhålla åhörarna som sitter på de uppbyggda terrasserna och blickar ut över Stockholm. Bänkarna är uppställda så att åhörarna vänder sidan till scenen. Tanken är alltså inte som idag att man ska sitta vänd mot scenen. Eftersom paviljongen framförallt är avsedd för akustisk musik så får den en snäckform och kläs invändigt med speciellt utformade paneler som fungerar som förstärkare för musiken. Scengolvet är uppbyggt i olika nivåer som korresponderar mot panelerna i kupolen.
Sollidenscenen blir Sveriges största och modernaste utomhusscen. Det är den första utomhusscen som godkänns för Sveriges Radios inspelningar. Den beskrivs av en samtida skribent som ”En hypermodern musikpaviljong  […] En vackrare musikplats i det fria än övre Solliden torde icke lätt kunna uppletas. Från parkett har man hela utsikten över staden och hamninloppet fri under de ståtliga ekarnas kronor.”

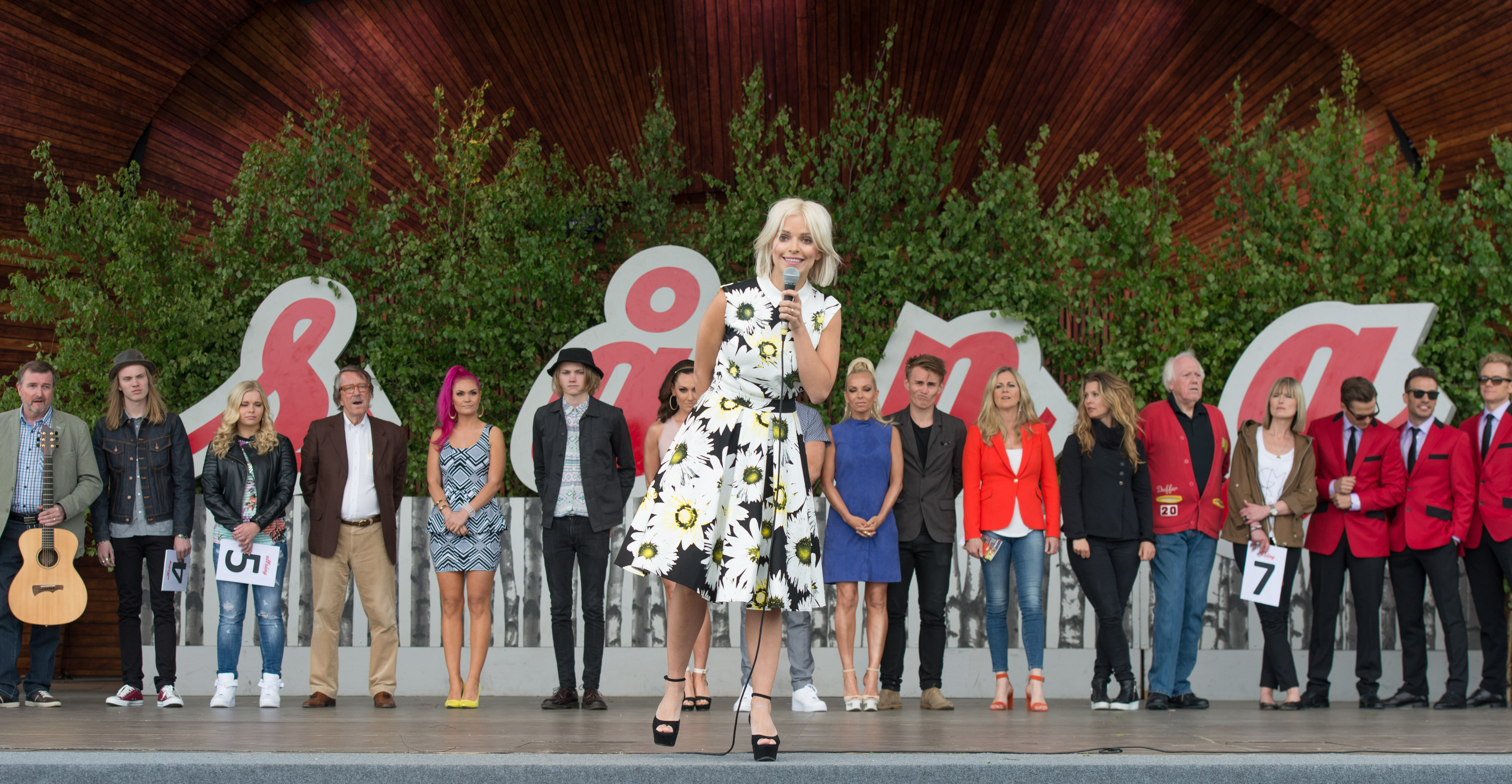
Allsång på Skansen 2015.

2012 byggs Sollidenscenen om. Den ursprungliga scenens, Snäckans, invändiga panel och snickerier av Oregon pine har slipats och målats och det gröna originalpapptaket har varsamt ersatts av ett nytt likadant. De nya byggnaderna norr och söder om scenen har hämtat inspiration från Snäckan och utformats för att öppna upp mot scenen och utsikten. I byggnaderna finns förråd, kontor och tekniska utrymmen. 
Mixerhuset på planen har fått en rundad form som ansluter till Snäckan. Den är helt klädd med återanvänd kopparplåt som suttit på Handelsbankens huvudkontor vid Kungsträdgården. Sittplatserna i olika nivåer som tidigare var vända mot vattnet har omvandlats till en gradäng av granit med sittytor av ek från Skansen. Den nya scenen invigs på Sveriges nationaldag den 6 juni 2013.

## Evenemang

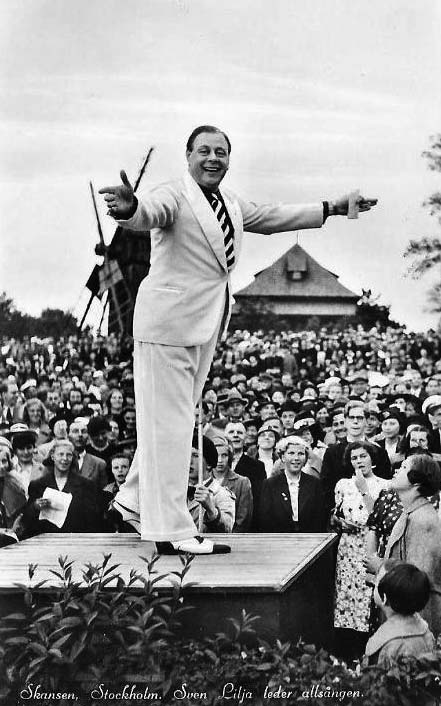
Sven Lilja, den första programledaren för Allsång på Skansen. Cirka 1950.

Musikläraren och körledaren Sven Lilja inleder allsångstraditionen 1935 på Sollidenplan. Han blir en av de allra första programledarna på den nya Sollidenscenen när den byggs 1938. Åhörarna sitter vända ut mot vattnet och sjunger med i allsångsvisorna medan ljudet av orkestern förstärks i den klassiska snäckan som utgör scenens fond. 

Med åren har Sollidenscenen utvecklats till en nationalscen. För många förknippas Sollidenscenen med program som Allsång på Skansen, Tolvslaget på Skansen, Sveriges nationaldag i närvaro av kungafamiljen och olika konserter.

## Musikpaviljongens historia
Musikpaviljonger har varit vanliga i stadsparker, på brunnsorter och liknande platser åtminstone från andra halvan av 1800-talet. De tidigaste paviljongerna består ofta av en åttkantig estrad med räcke och tak men utan väggar. På estraden kan mindre orkestrar, ofta militära blåsorkestrar, spela medan folk flanerar i omgivningarna. Det är alltså inga musikaliska framträdanden som man skulle titta på som i dag. Det finns också musikpaviljonger som är formade som en halv kupol. Troligen görs det för att få ljudet mer riktat. Kupolformen fungerade som en förstärkare långt innan man kunde förstärka ljudet med högtalare.
Vid mitten av 1900-talet började nya musikstilar växa fram och musikerna kom mer i fokus. Samtidigt började förstärkare och högtalare att användas. Behovet av den kupolformade musikpaviljongens förstärkande effekt blev mindre och utformningen gled över i ett mer scenliknande rum. I framförallt folkparkerna började scener som var mer anpassade för den typen av framträdande att växa fram.